# Дрмич, Горан
Го́ран Дрмич (хорв. и босн. Goran Drmić; 4 января 1988, Зеница) — боснийский футболист, защитник. Помимо боснийского гражданства, имеет хорватское.

## Клубная карьера
Выступал за «Загреб», «Истру 1961», «Карловац». Летом 2009 года перешёл в клуб «Москва», но сразу же, в августе, был арендован астраханским клубом «Волгарь-Газпром-2».
Дебют за «Волгарь» прошёл у Горана в матче с махачкалинским «Анжи», где астраханцы проиграли 0:1. Горан отыграл весь матч.

## Карьера в сборной
Выступал за юношескую сборную Боснии и Герцеговины (до 19 лет).